# Lithostege buxtoni
Lithostege buxtoni là một loài bướm đêm trong họ Geometridae.